# Parc national de Mkomazi
Le parc national de Mkomazi (anglais : Mkomazi National Park) est un parc national situé dans les régions du Kilimandjaro et de Tanga en Tanzanie. Il a obtenu le statut de parc national en 2006.